# Maglite

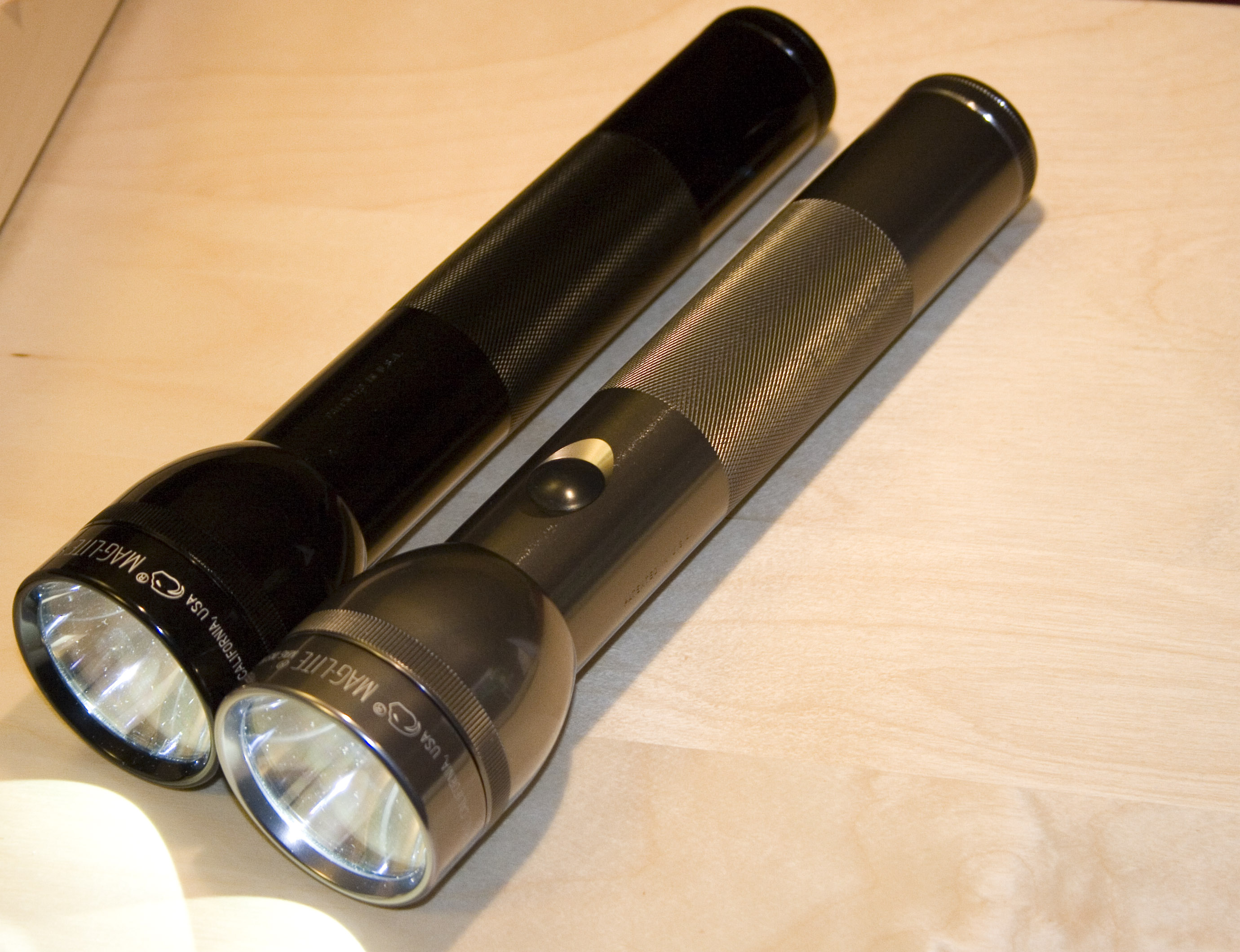
Фонари Maglite

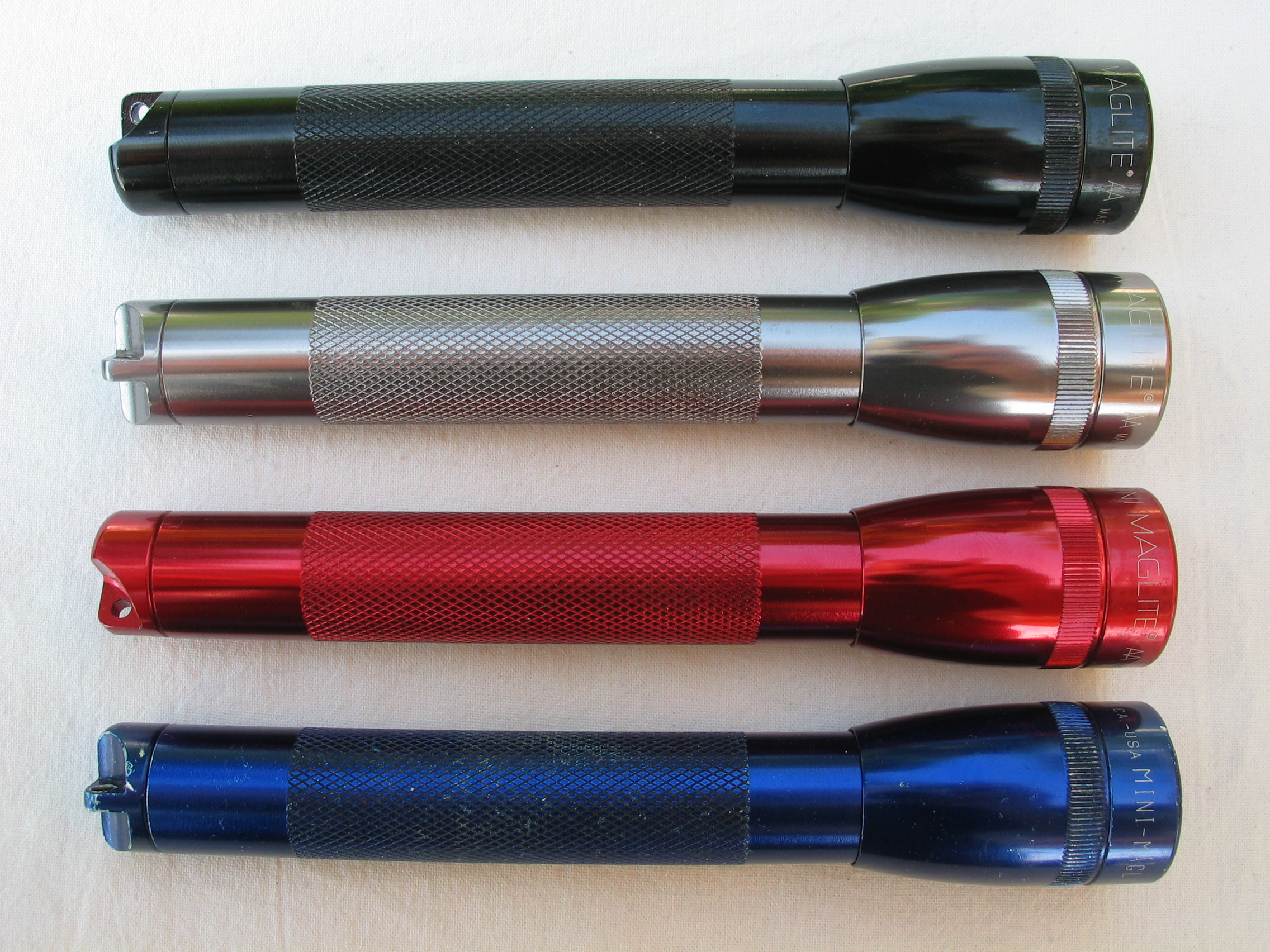
MiniMAG в четырех цветовых вариантах

Maglite или MAG-Lite — бренд ручных и карманных фонарей, производящихся американской компанией «Mag Instrument». 
Фонари Maglite широко используются полицейскими и в военных спецподразделениях.

## История
Компания основана в 1955 году в Онтарио (Калифорния) механиком-изобретателем хорватского происхождения Энтони Маглицей (Anthony Maglica), разработавшим первые фирменные модели фонарей и назвавшим компанию по первым трем буквам своей фамилии. С 1979 года фонари и аксессуары к ним выпускаются под брендом «Maglite» (слово-бумажник от фамилии основателя и lite (light) = свет).
Отличительным признаком этих фонарей является прочный алюминиевый корпус черного (реже — серого, красного или синего) цвета, имеющий, в том числе за счет встроенных уплотнительных колец, повышенную стойкость к ударам, воде и грязи. В основном, модели Maglite различаются между собой по длине корпуса, а соответственно и мощности вырабатываемого света, так как чем длиннее корпус, тем больше батареек можно поместить вовнутрь — например, питаемая шестью моно-батарейками модель «6D» имеет корпус длиной 49,5 см. Корпус каждой модели анодирован, оснащен специальной насечкой для улучшения удержания в руке, коррозиоустойчивым выключателем, а также вручную вращаемым регулятором позиции рефлектора, с помощью которого можно варьировать пучок света от точечного (максимальная дальность) до рассеянного (максимальная ширина). Фонари отличаются отличной оптикой, однако, используемые в них пластиковые линзы хуже пропускают световой поток по сравнению с стеклянными. В качестве источника света используются криптоновые, ксеноновые или галогенные лампочки накаливания, причем запасная лампа входит в комплект каждого фонаря. В 2010-х годах компания начинает переходить на использование светодиодов и выпускает обновлённые линейки ML, XL и MagTac.

## Модели
Модель «MiniMAG» также имеет возможность открутить головную часть фонаря с отражателем, поставить её на стол и вставить в неё фонарь хвостовой частью.
Модели Maglite с длинными корпусами во многих странах используются для оснащения служб спасения, а также полиции и частных охранных предприятий, так как крепкий удароустойчивый корпус, внешне напоминающий дубинку, позволяет использовать фонарь не только для освещения, но и в целях самообороны.
| Модели          | Лампа накаливания            | LED                              |
| --------------- | ---------------------------- | -------------------------------- |
| Solitaire       | Maglite Solitaire            | Maglite LED Solitaire            |
| Mini Maglite    | Mini Maglite 2-CELL AAA      | Mini Maglite LED 2-CELL AAA      |
|                 | Mini Maglite 2-CELL AA Xenon | Mini Maglite LED 2-CELL AA       |
|                 |                              | Mini Maglite LED 3-CELL AA       |
|                 |                              | Mini Maglite PRO LED 2-CELL AA   |
|                 |                              | Mini Maglite PRO+ LED 2-CELL AA  |
| Maglite XL      |                              | Maglite LED XL50                 |
|                 |                              | Maglite LED XL100                |
|                 |                              | Maglite LED XL200                |
|                 |                              | Maglite LED XL300                |
| Maglite D       | Maglite 2-CELL D             | Maglite LED 2-CELL D             |
|                 |                              | Maglite PRO LED 2-CELL D         |
|                 | Maglite 3-CELL D             | Maglite LED 3-CELL D             |
|                 | Maglite 4-CELL D             |                                  |
|                 | Maglite 5-CELL D             |                                  |
|                 | Maglite 6-CELL D             | Maglite LED 6-CELL D             |
|                 | Maglite 7-CELL D             |                                  |
| Maglite C       | Maglite 2-CELL C             | Maglite ML100 LED 2-CELL C       |
|                 | Maglite 3-CELL C             | Maglite ML100 LED 3-CELL C       |
|                 | Maglite 4-CELL C             |                                  |
| Rechargeable    | MagCharger - NiMH/Halogen    | MagCharger LED and ML125         |
| Maglite MAG-TAC |                              | Maglite MAG-TAC LED 2-CELL CR123 |